# Yi Jiang
Yi Jiang (XIe siècle av. J.-C.) est une reine chinoise et ministre du gouvernement. Elle était mariée au roi Zhou Wuwang (r. 1046–1043 av. J.-C.). Elle était la première reine de la dynastie Zhou. Elle, Fu Hao et Nanzi appartenaient aux quelques femmes politiquement influentes en Chine avant la Reine Xuan.

## Biographie
On sait très peu de choses sur la jeunesse de Yi Jiang. Elle était la première fille du Grand-Duc de Qi, de la lignée Lü du clan Qi (邑姜 姜姓 呂氏), un ancien officier de la dynastie Shang qui a obtenu l'asile politique au domicile de Ji Chang, Le comte Wen de l'État de Zhou, lorsqu'il a été poursuivi par le roi Zhou de la dynastie Shang.
Yijiang a épousé le deuxième fils de Ji Chang, Ji Fa, le futur roi Wu, l'année de leur première rencontre vers 1055 av. J.-C., elle a donné naissance à deux enfants, le plus vieux étant Ji Song, futur roi Cheng de Zhou (probablement né en 1054 av. J.-C.) , le deuxième fils était Ji Yu, futur duc de Tang.
Yi Jiang appartenait à la famille Jiang et est né à Yi. Son mariage avec Ji Fa était l'un des nombreux exemples de mariages arrangés entre des membres des familles Ji et Jiang, qui avaient une ancienne alliance dynastique. Cela a été considéré comme un signe de bonne fortune pour les dirigeants Zhou lorsqu'ils ont épousé des époux de la famille Jiang, cette ancienne famille aristocratique qui avait perdu de son importance au cours des dernières années de la dynastie Shang, et a été rétablie au pouvoir après la fondation de la Dynastie des Zhou.
Il est reconnu que Yi Jiang a eu une influence sur les affaires de l’État. Son épouse, le roi, l'a nommée comme l'un de ses neuf ministres du gouvernement, une nomination qui est confirmée dans les archives.

## Enfants
- Prince Song (王子誦; 1060–1020 av. J.-C.), a régné en tant que roi Zhou Chengwang de 1042 à 1021 av. J.-C.
- Troisième fils, le prince Yu (王子虞), régna en tant que marquis de Tang à partir de 1042 av. J.-C.